# EIPR1
EIPR1 (англ. EARP complex and GARP complex interacting protein 1) – білок, який кодується однойменним геном, розташованим у людей на короткому плечі 2-ї хромосоми.  Довжина поліпептидного ланцюга білка становить 387 амінокислот, а молекулярна маса — 43 603.
| 10         |  | 20         |  | 30         |  | 40         |  | 50         |
| ---------- |  | ---------- |  | ---------- |  | ---------- |  | ---------- |
| MEDDAPVIYG |  | LEFQARALTP |  | QTAETDAIRF |  | LVGTQSLKYD |  | NQIHIIDFDD |
| ENNIINKNVL |  | LHQAGEIWHI |  | SASPADRGVL |  | TTCYNRTSDS |  | KVLTCAAVWR |
| MPKELESGSH |  | ESPDDSSSTA |  | QTLELLCHLD |  | NTAHGNMACV |  | VWEPMGDGKK |
| IISLADNHIL |  | LWDLQESSSQ |  | AVLASSASLE |  | GKGQLKFTSG |  | RWSPHHNCTQ |
| VATANDTTLR |  | GWDTRSMSQI |  | YCIENAHGQL |  | VRDLDFNPNK |  | QYYLASCGDD |
| CKVKFWDTRN |  | VTEPVKTLEE |  | HSHWVWNVRY |  | NHSHDQLVLT |  | GSSDSRVILS |
| NMVSISSEPF |  | GHLVDDDDIS |  | DQEDHRSEEK |  | SKEPLQDNVI |  | ATYEEHEDSV |
| YAVDWSSADP |  | WLFASLSYDG |  | RLVINRVPRA |  | LKYHILL    |  |            |

A: Аланін

C: Цистеїн

D: Аспарагінова кислота

E: Глутамінова кислота

F: Фенілаланін

G: Гліцин

H: Гістидин

I: Ізолейцин

K: Лізин

L: Лейцин

M: Метіонін

N: Аспарагін

P: Пролін

Q: Глутамін

R: Аргінін

S: Серин

T: Треонін

V: Валін

W: Триптофан

Кодований геном білок за функцією належить до фосфопротеїнів. 
Задіяний у такому біологічному процесі як ацетиляція. 